# Liste der Gemeinden in Vorarlberg

Gemeindegrenzen in Vorarlberg

Diese Liste der Gemeinden in Vorarlberg umfasst alle 96 politischen Gemeinden des österreichischen Bundeslands Vorarlberg.

## Grundlagen
Das Bundesland Vorarlberg besteht aus vier Verwaltungsbezirken, die insgesamt 96 eigenständige Gemeinden beinhalten. Gesetzlich festgelegt sind die Gemeinden und ihre Namen im Anhang zu Paragraph 1 des Vorarlberger Landesgesetzes über die Organisation der Gemeindeverwaltung.
Im ganzen Land haben 409.973 Einwohner ihren Hauptwohnsitz. Dazu kommen noch etwa 28.000 Personen mit Zweitwohnsitz in Vorarlberg. Bezogen auf die Fläche des Bundeslandes mit 2.601,67 Quadratkilometern ergibt dies eine Bevölkerungsdichte von rund 158 Einw. pro km².
Vorarlberg ist – abgesehen von der Bundeshauptstadt Wien, die zugleich auch ein eigenes Bundesland ist – das österreichische Bundesland mit den wenigsten eigenständigen politischen Gemeinden. Von den 96 in Vorarlberg existierenden Gemeinden haben fünf das Stadtrecht; vier von diesen sind darüber hinaus Bezirkshauptstädte der vier Vorarlberger Verwaltungsbezirke. Bregenz ist zugleich Landeshauptstadt Vorarlbergs und Bezirkshauptstadt des Bezirks Bregenz. Weiters existieren zwölf Marktgemeinden im Bundesland, darunter mit Lustenau auch die einwohnerreichste Marktgemeinde Österreichs.
Die größte Gemeinde Vorarlbergs gemessen an deren Einwohnerzahl ist die Bezirkshauptstadt Dornbirn mit aktuell 51.876 Einwohnern. Einwohnerzahlmäßiges Gegenstück Dornbirns ist die kleinste Gemeinde des Landes, die Gemeinde Dünserberg, mit 149 Einwohnern. Flächenmäßig größte Gemeinde ist Gaschurn im hinteren Montafon mit einem Gemeindegebiet von 176,78 km². Die flächenkleinste Kommune ist die Gemeinde Röns mit einem nur 1,45 km² großen Gemeindegebiet.

## Regionen
In Vorarlberg sind für die unterschiedlichen Regionen spezifische Bezeichnungen allgemein gebräuchlich. Diese orientieren sich insbesondere an den geografischen und topografischen Gesichtspunkten der Landesverwaltung und verdeutlichen dadurch die regionalen Zusammenhänge Vorarlbergs. Folgende Bezeichnungen der wichtigsten Regionen Vorarlbergs finden Einzug in diese Liste; die Gemeinden werden entsprechend zugeordnet:
- das (Vorarlberger) Rheintal,
- das Laternsertal (ein Seitental des Rheintals),
- das Leiblachtal (am Bodensee),
- der Bregenzerwald,
- der Walgau (mit Brandnertal),
- das Große Walsertal,
- das Klostertal,
- das Montafon (letztere drei Seitentäler des Walgau),
- das Kleine Walsertal und
- der (namengebende) Arlberg.

Neben der Zugehörigkeit zum Bregenzerwald wird außerdem für die Vorarlberger Gemeinden Schröcken und Warth häufig noch die kleinere Region Hochtannberg beschrieben.

Dabei ist anzumerken, dass die Region Arlberg auch im Nachbarbundesland Tirol (um St. Anton) liegt, das Alpenrheintal eine grenzübergreifende Region mit der Schweiz und Liechtenstein ist, der Bodensee mit der Schweiz und Deutschland, und die Täler des Bregenzerwalds mit dem Allgäu verzahnt sind.

## Gemeinderecht Vorarlbergs
Die angegebenen Gemeindenamen sind jeweils die offiziellen, von den Gemeinden geführten Gemeindebezeichnungen, wie sie per Landesgesetz festgelegt wurden.
Es gibt drei verschiedene Gemeindestatus in Vorarlberg: Normale Gemeinden (79), Marktgemeinden (12) und Stadtgemeinden (5). Vorarlberg ist das einzige österreichische Bundesland, in dem es keine Stadt mit eigenem Statut, also eine Stadt, die zugleich auch Verwaltungsbezirk ist, gibt.

## Liste der Gemeinden in Vorarlberg
Sowohl die in dieser Liste aufgeführten Einwohnerzahlen (EWZ) als auch die daraus errechnete Bevölkerungsdichte (EW/km²) beziehen sich auf Angaben der Landesstelle für Statistik beim Amt der Vorarlberger Landesregierung mit Stand 1. Jänner 2024. Es handelt sich hierbei jeweils ausschließlich um gemeldete Hauptwohnsitze.

| Gemeindename          | Gemeindestatus                                   | Wappen               | Verwaltungsbezirk | Region           | EWZ    | Fläche in km² | EW / km² | Bild                                                      |
| --------------------- | ------------------------------------------------ | -------------------- | ----------------- | ---------------- | ------ | ------------- | -------- | --------------------------------------------------------- |
| Alberschwende         | Gemeinde                                         |                      | Bregenz           | Bregenzerwald    | 3.265  | 21,15         | 154      | Kirchdorf von Alberschwende                               |
| Altach                | Gemeinde                                         |                      | Feldkirch         | Rheintal         | 6.999  | 5,36          | 1305     | Blick auf die Gemeinde Altach                             |
| Andelsbuch            | Gemeinde                                         |                      | Bregenz           | Bregenzerwald    | 2.681  | 19,56         | 137      | Ansicht der Gemeinde Andelsbuch                           |
| Au                    | Gemeinde                                         |                      | Bregenz           | Bregenzerwald    | 1.876  | 44,91         | 42       | Ansicht der Gemeinde Au                                   |
| Bartholomäberg        | Gemeinde                                         |                      | Bludenz           | Montafon         | 2.387  | 27,30         | 87       | Ansicht der Gemeinde Bartholomäberg                       |
| Bezau                 | Marktgemeinde                                    |                      | Bregenz           | Bregenzerwald    | 2.040  | 34,41         | 59       | Ansicht der Gemeinde Bezau                                |
| Bildstein             | Gemeinde                                         |                      | Bregenz           | Rheintal         | 808    | 9,15          | 88       | Bildstein von Schwarzach aus gesehen                      |
| Bizau                 | Gemeinde                                         |                      | Bregenz           | Bregenzerwald    | 1.117  | 21,08         | 53       | Ansicht der Gemeinde Bizau                                |
| Blons                 | Gemeinde                                         |                      | Bludenz           | Großes Walsertal | 363    | 14,87         | 24       | Ansicht der Gemeinde Blons                                |
| Bludenz               | Stadtgemeinde Bezirkshauptstadt                  |                      | Bludenz           | Walgau           | 15.139 | 29,92         | 506      | Ansicht der Stadt Bludenz bei Nacht                       |
| Bludesch              | Gemeinde                                         |                      | Bludenz           | Walgau           | 2.655  | 7,59          | 350      | Ansicht der Gemeinde Bludesch                             |
| Brand                 | Gemeinde                                         |                      | Bludenz           | Brandnertal      | 773    | 40,28         | 19       | Ansicht der Gemeinde Brand                                |
| Bregenz               | Stadtgemeinde Landeshauptstadt Bezirkshauptstadt |                      | Bregenz           | Rheintal         | 29.643 | 29,50         | 1005     | Ansicht der Stadt Bregenz                                 |
| Buch                  | Gemeinde                                         |                      | Bregenz           | Rheintal         | 589    | 6,15          | 96       | Blick auf Buch                                            |
| Bürs                  | Gemeinde                                         |                      | Bludenz           | Walgau           | 3.431  | 24,65         | 139      | Ansicht der Gemeinde Bürs                                 |
| Bürserberg            | Gemeinde                                         |                      | Bludenz           | Brandnertal      | 585    | 13,73         | 43       | Ansicht der Gemeinde Bürserberg                           |
| Dalaas                | Gemeinde                                         |                      | Bludenz           | Klostertal       | 1.626  | 94,30         | 17       | Blick auf Dalaas und das Klostertal                       |
| Damüls                | Gemeinde                                         |                      | Bregenz           | Bregenzerwald    | 352    | 20,91         | 17       | Ansicht der Gemeinde Damüls (Hauptort)                    |
| Doren                 | Gemeinde                                         |                      | Bregenz           | Bregenzerwald    | 1.060  | 14,18         | 75       | Ansicht der Gemeinde Doren                                |
| Dornbirn              | Stadtgemeinde Bezirkshauptstadt                  |                      | Dornbirn          | Rheintal         | 51.876 | 120,93        | 429      | Ansicht der Stadt Dornbirn                                |
| Düns                  | Gemeinde                                         |                      | Feldkirch         | Walgau           | 427    | 3,46          | 124      | Ansicht der Gemeinde Düns                                 |
| Dünserberg            | Gemeinde                                         |                      | Feldkirch         | Walgau           | 149    | 5,55          | 27       | Parzelle Bassig                                           |
| Egg                   | Marktgemeinde                                    |                      | Bregenz           | Bregenzerwald    | 3.767  | 65,37         | 58       | Ansicht der Marktgemeinde Egg                             |
| Eichenberg            | Gemeinde                                         |                      | Bregenz           | Leiblachtal      | 419    | 11,59         | 36       | Kirchdorf der Gemeinde Eichenberg                         |
| Feldkirch             | Stadtgemeinde Bezirkshauptstadt                  |                      | Feldkirch         | Rheintal         | 36.384 | 34,34         | 1059     | Ansicht der Stadt Feldkirch                               |
| Fontanella            | Gemeinde                                         |                      | Bludenz           | Großes Walsertal | 468    | 31,24         | 15       | Ansicht der Gemeinde Fontanella                           |
| Frastanz              | Marktgemeinde                                    |                      | Feldkirch         | Walgau           | 6.669  | 32,30         | 206      | Kirchdorf der Marktgemeinde Frastanz                      |
| Fraxern               | Gemeinde                                         |                      | Feldkirch         | Rheintal         | 750    | 8,87          | 85       | Kirschenblüte in der Gemeinde Fraxern                     |
| Fußach                | Gemeinde                                         |                      | Bregenz           | Rheintal         | 3.977  | 11,50         | 346      | Pfarrkirche von Fußach                                    |
| Gaißau                | Gemeinde                                         |                      | Bregenz           | Rheintal         | 1.912  | 5,32          | 359      | Ansicht der Gemeinde Gaißau                               |
| Gaschurn              | Gemeinde                                         |                      | Bludenz           | Montafon         | 1.598  | 176,78        | 9        | Ansicht der Gemeinde Gaschurn                             |
| Göfis                 | Gemeinde                                         |                      | Feldkirch         | Walgau           | 3.317  | 9,07          | 366      | Ansicht der Gemeinde Göfis                                |
| Götzis                | Marktgemeinde                                    |                      | Feldkirch         | Rheintal         | 12.231 | 14,64         | 835      | Ansicht der Gemeinde Götzis                               |
| Hard                  | Marktgemeinde                                    |                      | Bregenz           | Rheintal         | 13.787 | 17,46         | 789      | Luftaufnahme der Marktgemeinde Hard                       |
| Hittisau              | Gemeinde                                         |                      | Bregenz           | Bregenzerwald    | 2.108  | 46,68         | 45       | Ansicht der Gemeinde Hittisau                             |
| Höchst                | Gemeinde                                         |                      | Bregenz           | Rheintal         | 8.381  | 20,16         | 416      | Ansicht der Gemeinde Höchst                               |
| Hörbranz              | Marktgemeinde                                    |                      | Bregenz           | Leiblachtal      | 6.720  | 8,74          | 769      | Pfarrkirche von Hörbranz                                  |
| Hohenems              | Stadtgemeinde                                    |                      | Dornbirn          | Rheintal         | 17.319 | 29,17         | 594      | Blick auf Hohenems vom Schlossberg                        |
| Hohenweiler           | Gemeinde                                         |                      | Bregenz           | Leiblachtal      | 1.414  | 8,45          | 167      | Ansicht der Gemeinde Hohenweiler                          |
| Innerbraz             | Gemeinde                                         | Wappen von Innerbraz | Bludenz           | Klostertal       | 1.057  | 19,97         | 53       | Kirchdorf von Innerbraz                                   |
| Kennelbach            | Gemeinde                                         |                      | Bregenz           | Rheintal         | 1.881  | 3,20          | 589      | Ansicht der Gemeinde Kennelbach                           |
| Klaus                 | Gemeinde                                         | Wappen von Klaus     | Feldkirch         | Rheintal         | 3.055  | 5,25          | 582      | Ansicht der Gemeinde Klaus                                |
| Klösterle             | Gemeinde                                         |                      | Bludenz           | Klostertal       | 690    | 62,31         | 11       | Blick auf Klösterle im Winter 2009                        |
| Koblach               | Gemeinde                                         |                      | Feldkirch         | Rheintal         | 4.896  | 10,25         | 478      | Blick auf Koblach von der Neuburg aus                     |
| Krumbach              | Gemeinde                                         |                      | Bregenz           | Bregenzerwald    | 1.120  | 8,71          | 129      | Krumbach von Sulzberg aus gesehen                         |
| Langen bei Bregenz    | Gemeinde                                         |                      | Bregenz           | Bregenzerwald    | 1.531  | 21,88         | 70       | Ansicht der Gemeinde Langen bei Bregenz                   |
| Langenegg             | Gemeinde                                         |                      | Bregenz           | Bregenzerwald    | 1.181  | 10,47         | 113      | Pfarrkirche der Gemeinde Langenegg                        |
| Laterns               | Gemeinde                                         |                      | Feldkirch         | Laternsertal     | 701    | 43,79         | 16       | Laterns, von der Gulmalpe gesehen.                        |
| Lauterach             | Marktgemeinde                                    |                      | Bregenz           | Rheintal         | 10.531 | 11,92         | 884      | Luftaufnahme der Marktgemeinde Lauterach                  |
| Lech                  | Gemeinde                                         |                      | Bludenz           | Arlberg          | 1.589  | 90,03         | 18       | Blick über das Dorf Lech                                  |
| Lingenau              | Gemeinde                                         |                      | Bregenz           | Bregenzerwald    | 1.586  | 6,89          | 230      | Ortskern der Gemeinde Lingenau                            |
| Lochau                | Gemeinde                                         |                      | Bregenz           | Leiblachtal      | 6.645  | 10,27         | 647      | Ansicht der Gemeinde Lochau                               |
| Lorüns                | Gemeinde                                         |                      | Bludenz           | Montafon         | 301    | 8,36          | 36       | Blick auf den Ortskern von Lorüns                         |
| Ludesch               | Gemeinde                                         |                      | Bludenz           | Walgau           | 3.727  | 11,26         | 331      | Ansicht der Gemeinde Ludesch                              |
| Lustenau              | Marktgemeinde                                    |                      | Dornbirn          | Rheintal         | 24.223 | 22,26         | 1088     | Ansicht Lustenaus von Nordosten                           |
| Mäder                 | Gemeinde                                         |                      | Feldkirch         | Rheintal         | 4.217  | 3,39          | 1245     | Ansicht Mäders von Osten                                  |
| Meiningen             | Gemeinde                                         |                      | Feldkirch         | Rheintal         | 2.480  | 5,37          | 462      | Pfarrkirche von Meiningen                                 |
| Mellau                | Gemeinde                                         |                      | Bregenz           | Bregenzerwald    | 1.270  | 40,55         | 31       | Ansicht der Gemeinde Mellau                               |
| Mittelberg            | Gemeinde                                         |                      | Bregenz           | Kleinwalsertal   | 5.108  | 96,82         | 53       | Blick auf den Ortsteil Hirschegg                          |
| Möggers               | Gemeinde                                         |                      | Bregenz           | Leiblachtal      | 560    | 11,45         | 49       | Luftaufnahme der Gemeinde Möggers                         |
| Nenzing               | Marktgemeinde                                    |                      | Bludenz           | Walgau           | 6.441  | 110,35        | 58       | Ansicht der Gemeinde Nenzing                              |
| Nüziders              | Gemeinde                                         |                      | Bludenz           | Walgau           | 4.999  | 22,10         | 226      | Ortskern von Nüziders                                     |
| Raggal                | Gemeinde                                         |                      | Bludenz           | Großes Walsertal | 908    | 41,69         | 22       | Ansicht der Gemeinde Raggal                               |
| Rankweil              | Marktgemeinde                                    |                      | Feldkirch         | Rheintal         | 12.172 | 21,87         | 557      | Wallfahrtskirche „Liebfrauenbergkirche“ in Rankweil       |
| Reuthe                | Gemeinde                                         |                      | Bregenz           | Bregenzerwald    | 682    | 10,24         | 67       | Pfarrkirche „Hl. Jakobus der Ältere“ von Reuthe           |
| Riefensberg           | Gemeinde                                         |                      | Bregenz           | Bregenzerwald    | 1.064  | 14,85         | 72       | Ansicht der Gemeinde Riefensberg                          |
| Röns                  | Gemeinde                                         |                      | Feldkirch         | Walgau           | 384    | 1,45          | 266      | Ansicht der Gemeinde Röns                                 |
| Röthis                | Gemeinde                                         |                      | Feldkirch         | Rheintal         | 2.229  | 2,73          | 817      | Blick über Röthis und das Vorderland                      |
| Satteins              | Gemeinde                                         |                      | Feldkirch         | Walgau           | 2.775  | 12,70         | 218      | Blick über Satteins                                       |
| Schlins               | Gemeinde                                         |                      | Feldkirch         | Walgau           | 2.593  | 6,06          | 428      | Blick auf Schlins                                         |
| Schnepfau             | Gemeinde                                         |                      | Bregenz           | Bregenzerwald    | 496    | 16,53         | 30       | Ansicht der Gemeinde Schnepfau                            |
| Schnifis              | Gemeinde                                         |                      | Feldkirch         | Walgau           | 799    | 4,87          | 164      | Schnifis, von der Dünserbergstraße                        |
| Schoppernau           | Gemeinde                                         |                      | Bregenz           | Bregenzerwald    | 943    | 47,64         | 20       | Ortsteil Halde der Gemeinde Schoppernau                   |
| Schröcken             | Gemeinde                                         |                      | Bregenz           | Bregenzerwald    | 211    | 23,43         | 9        | Kirchdorf von Schröcken                                   |
| Schruns               | Marktgemeinde                                    |                      | Bludenz           | Montafon         | 4.027  | 18,06         | 223      | Blick über die Marktgemeinde Schruns                      |
| Schwarzach            | Gemeinde                                         |                      | Bregenz           | Rheintal         | 3.843  | 4,91          | 782      | Blick auf die Gemeinde Schwarzach                         |
| Schwarzenberg         | Gemeinde                                         |                      | Bregenz           | Bregenzerwald    | 1.875  | 25,76         | 73       | Kirchdorf der Gemeinde Schwarzenberg                      |
| Sibratsgfäll          | Gemeinde                                         |                      | Bregenz           | Bregenzerwald    | 466    | 29,20         | 16       | Ansicht der Gemeinde Sibratsgfäll                         |
| Silbertal             | Gemeinde                                         |                      | Bludenz           | Montafon         | 854    | 88,60         | 10       | Blick auf die Gemeinde Silbertal                          |
| Sonntag               | Gemeinde                                         |                      | Bludenz           | Großes Walsertal | 636    | 81,59         | 8        | Blick auf die Gemeinde Sonntag                            |
| St. Anton im Montafon | Gemeinde                                         |                      | Bludenz           | Montafon         | 717    | 3,42          | 210      | Ansicht der Gemeinde St. Anton im Montafon                |
| St. Gallenkirch       | Gemeinde                                         |                      | Bludenz           | Montafon         | 2.222  | 127,86        | 17       | Kirchdorf der Gemeinde St. Gallenkirch                    |
| St. Gerold            | Gemeinde                                         |                      | Bludenz           | Großes Walsertal | 380    | 12,58         | 30       | Ansicht der Gemeinde St. Gerold                           |
| Stallehr              | Gemeinde                                         |                      | Bludenz           | Montafon         | 290    | 1,64          | 177      | Wallfahrtskirche Mariä Geburt in Stallehr                 |
| Sulz                  | Gemeinde                                         |                      | Feldkirch         | Rheintal         | 2.705  | 3,02          | 896      | Freihof in Sulz                                           |
| Sulzberg              | Gemeinde                                         |                      | Bregenz           | Bregenzerwald    | 1.882  | 23,05         | 82       | Ansicht der Gemeinde Sulzberg                             |
| Thüringen             | Gemeinde                                         |                      | Bludenz           | Walgau           | 2.341  | 5,67          | 413      | Blick über die Gemeinde Thüringen                         |
| Thüringerberg         | Gemeinde                                         |                      | Bludenz           | Großes Walsertal | 738    | 10,40         | 71       | Blick auf die Gemeinde Thüringerberg                      |
| Tschagguns            | Gemeinde                                         |                      | Bludenz           | Montafon         | 2.197  | 57,65         | 38       | Blick auf die Gemeinde Tschagguns                         |
| Übersaxen             | Gemeinde                                         |                      | Feldkirch         | Rheintal         | 624    | 5,76          | 108      | Blick auf die Gemeinde Übersaxen                          |
| Vandans               | Gemeinde                                         |                      | Bludenz           | Montafon         | 2.815  | 53,44         | 53       | Blick auf die Gemeinde Vandans                            |
| Viktorsberg           | Gemeinde                                         |                      | Feldkirch         | Rheintal         | 437    | 12,51         | 35       | Blick auf die Gemeinde Viktorsberg                        |
| Warth                 | Gemeinde                                         |                      | Bregenz           | Bregenzerwald    | 183    | 19,34         | 9        | Blick auf die Gemeinde Warth                              |
| Weiler                | Gemeinde                                         |                      | Feldkirch         | Rheintal         | 2.312  | 3,08          | 750      | Blick auf die Gemeinde Weiler                             |
| Wolfurt               | Marktgemeinde                                    |                      | Bregenz           | Rheintal         | 8.899  | 10,00         | 889      | Blick auf die Marktgemeinde Wolfurt                       |
| Zwischenwasser        | Gemeinde                                         |                      | Feldkirch         | Rheintal         | 3.423  | 22,63         | 151      | Blick auf den Ortsteil Dafins der Gemeinde Zwischenwasser |

## Liste der ehemaligen Gemeinden Vorarlbergs
Die nachfolgende Liste enthält alle politisch eigenständigen Gemeinden, die in Vorarlberg – als Landesteil der Grafschaft Tirol, seit 1896 als eigenes Kronland, seit 1918 Bundesland – existierten, und mittlerweile in anderen Gemeinden eingemeindet wurden.
1850 existierten 104 politisch eigenständige Territorialgemeinden in Vorarlberg und mit Nofels, das eine Ortsgemeinde der Gemeinde Tosters war, und der „Judengemeinde“ Hohenems, die eine politische Personalgemeinde innerhalb der Territorialgemeinde Hohenems war, zwei besondere Gemeinden.
Zur Jahrhundertwende 1900 existierten 103 Gemeinden, die beiden besonderen Gemeinden waren bereits aufgelöst.
| Gemeindename                  | Anmerkung |
| ----------------------------- | --- |
| Altenstadt                    | 1925 in Feldkirch eingemeindet, heute Fraktion der Stadt Feldkirch                                            |
| Blumenegg                     | Name der Gemeinde Thüringerberg von 1938 bis 1939/40                                                          |
| Bolgenach                     | 1938 in Hittisau eingemeindet                                                                                 |
| Ebnit                         | 1932 in Dornbirn eingemeindet                                                                                 |
| Fluh                          | 1938 in Bregenz eingemeindet                                                                                  |
| Hochkrumbach                  | 1885 gemeinsam mit Warth zur Gemeinde Warth-Hochkrumbach; heute Teil der Gemeinde Warth                       |
| „Judengemeinde“ Hohenems      | 1878 Inkorporierung durch die Stadt Hohenems                                                                  |
| Nofels                        | Ortsgemeinde der Gemeinde Tosters, heute Fraktion der Stadt Feldkirch                                         |
| Oberlangenegg                 | 1924 gemeinsam mit Unterlangenegg zur Gemeinde Langenegg zusammengeschlossen                                  |
| Rheinau                       | 1938 durch die Vereinigung von Fußach, Gaißau und Höchst entstanden; aufgelöst am 31. Dezember 1946           |
| Rieden                        | 1911 trennte sich Kennelbach von der Gemeinde Rieden, die selbst 1919 in die Stadt Bregenz eingemeindet wurde |
| Steußberg                     | Name der Gemeinde Bildstein bis 1857                                                                          |
| Thüringerberg (Kreis Bludenz) | Name der Gemeinde Thüringerberg von 1939/40 bis 1945                                                          |
| Tisis                         | 1925 in Feldkirch eingemeindet, heute Fraktion der Stadt Feldkirch                                            |
| Tosters                       | 1925 in Feldkirch eingemeindet, heute Fraktion der Stadt Feldkirch                                            |
| Unterlangenegg                | 1924 gemeinsam mit Oberlangenegg zur Gemeinde Langenegg zusammengeschlossen                                   |
| Warth-Hochkrumbach            | 1885 durch Vereinigung von Warth mit Hochkrumbach entstanden; 1924 umbenannt in Warth                         |